# Zapornia flavirostra
La polluela negra, polluela negra africana o rascón negro (Zapornia flavirostra) es un ave gruiforme de la familia Rallidae. Esta especie es endémica de la mayor parte del África subsahariana, a excepción de las áreas muy áridas. Toma cortos viajes estacionales dentro un rango mínimo de sectores propicios a sequías. No se han descubierto subespecies.